# Eivind Astrup

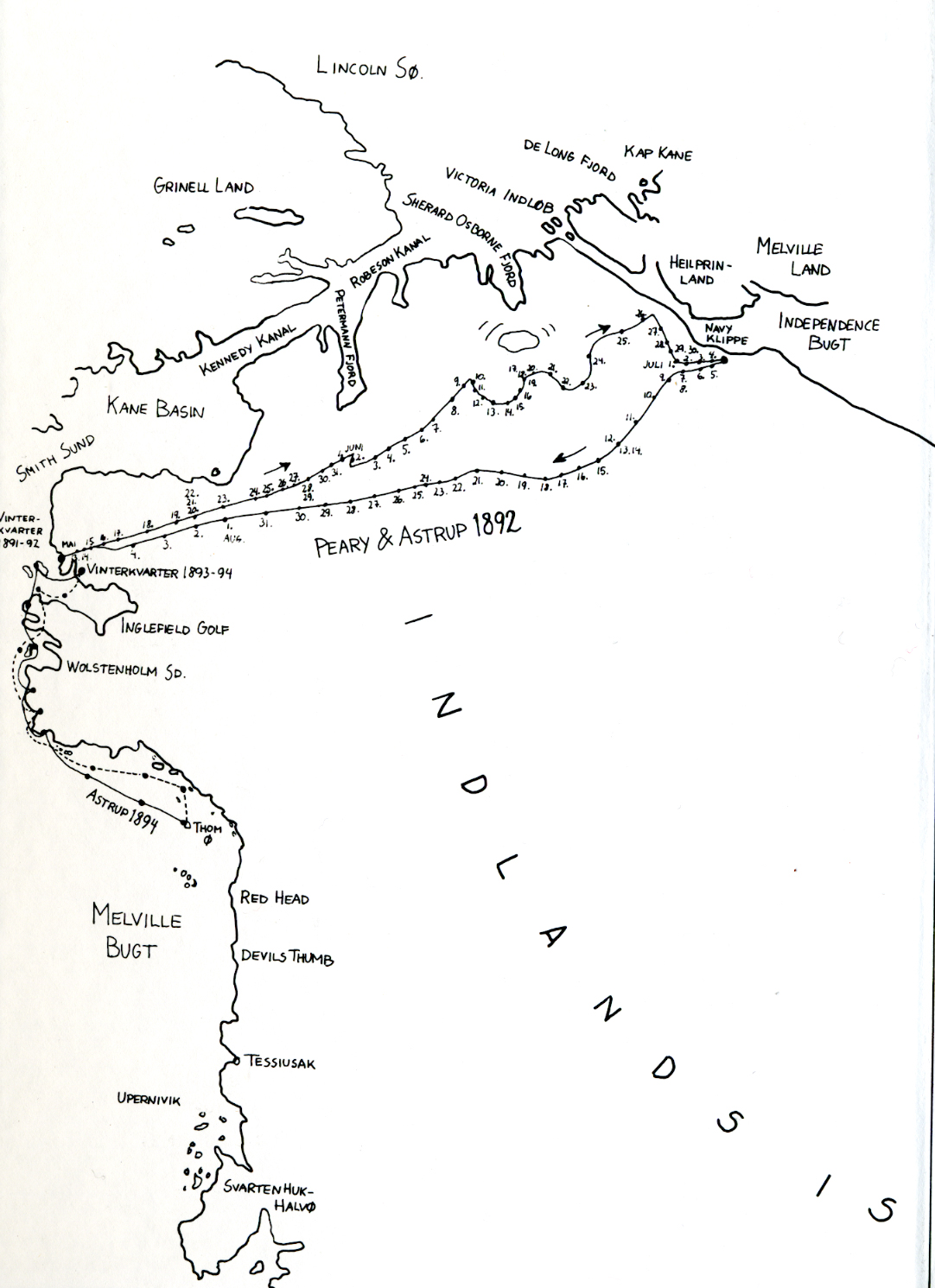
Trasy wprawy Peary’ego i Astrupa przez północno-zachodnią Grenlandię (181–1892) oraz wyprawy Astrupa z Kolotengvą (1893–1894), mapa sporządzona przez Astrupa

Eivind Astrup (ur. 17 września 1871 w Kristianii, zm. 27 grudnia 1895 w Folldal) – norweski polarnik i odkrywca, uczestnik wypraw Roberta Peary’ego na Grenlandię.

## Życiorys
Urodził się 17 września 1871 roku w Kristianii . Jego rodzicami byli kupiec Harald Astrup (1831–1914) i Emilie Johanne Smith (1836–1915) . Miał siostrę Hannę (1869–1933) i trzech braci: architektów Thorvalda (1876–1940) i Henninga (1864–1896) oraz polityka Sigurda (1873–1949) .
Po ukończeniu gimnazjum kupieckiego w 1889 roku wyjechał do brata w Stanach Zjednoczonych, by kontynuować naukę . Marząc o ucieczce od cywilizacji, nosił się z zamiarem wyjazdu do Afryki, lecz po przeczytaniu ogłoszenia Roberta Peary’ego (1856–1920) o ekspedycji do północnej Grenlandii zgłosił się wiosną 1891 roku do Peary’ego i został przyjęty na członka wyprawy. Prawdopodobnie Astrup zawyżył swój wiek, zaś Peary docenił jego umiejętność jazdy na nartach , zatrudniając go jako eksperta do spraw narciarstwa.

### Wyprawa do północnej Grenlandii (1891–1892)
Wyprawa Peary’ego wyruszyła z Nowego Jorku na statku „Kite” 6 czerwca 1891 roku. W ekspedycji obok Astrupa brali udział: lekarz i etnograf Frederick Albert Cook (1865–1940), ornitolog i myśliwy Langdon Gibson i meteorolog John M. Verhoeff. Peary zabrał również swoją żonę, która miała pełnić funkcję kucharza i służącej. Wyprawa urządziła bazę do przezimowania przy MacCormick Fjord w Cieśninie Smitha. Peary jeszcze na statku złamał nogę i musiał zostać w bazie. Astrup, Cook, Gibson i Verhoeff popłynęli łodzią na wyspy Kiatak i Appasuak, by polować i nawiązać kontakty z Inuitami. W maju 1892 roku Peary, Cook, Gibson i Astrup rozpoczęli badanie najbardziej na północ wysuniętej części Grenlandii, używając psich zaprzęgów, nart i rakiet śnieżnych . Po przebyciu ok. 240 km Cook i Gibson zawrócili, a Peary i Astrup kontynuowali wyprawę dalej z 13 psami. W lipcu w trudnych warunkach (m.in. doskwierał im brak żywności) dotarli do Independence Fjord na wschodnim wybrzeżu . Peary przekonany był, że dotarli do północnego krańca, co przemawiało za tym, że Grenlandia jest wyspą. Po ponad trzech miesiącach podróży i ponad 2000 km powrócili do bazy . Verhoeff zaginął podczas jednej z jego samotnych wypraw na lodowiec i po kilku dniach bezskutecznych poszukiwań wyprawa powróciła do Stanów Zjednoczonych 24 sierpnia 1892 roku. Głównym osiągnięciem ekspedycji było zbadanie północnego i północno-wschodniego krańca Grenlandii oraz przeprowadzenie badań etnograficznych na terenach zamieszkałych przez Innuitów . Astrup wrócił tryumfalnie do Norwegii jesienią 1892 roku i jako najmłodszy w historii został mianowany kawalerem Orderu Świętego Olafa .

### Wyprawa do Grenlandii (1893–1894)
Uczestniczył także w następnej wyprawie Peary’ego do Grenlandii w latach 1893–1894 . Peary zebrał 14 uczestników, by zbadać w trzech grupach północ Grenlandii i podjąć próbę dotarcia na biegun północny. Wyprawa wyruszyła z Filadelfii na statku „Falcon” 26 czerwca 1893 roku. Baza do przezimowania została założona w Bowdoin Fjord. Złe warunki pogodowe i zatrucie pokarmowe doprowadziły do fiaska wyprawy w głąb Grenlandii. Osłabiony Astrup nie dołączył do Peary’ego, zamiast tego wraz z innuickim przyjacielem Kolotengvą przebył 1300 km psim zaprzęgiem wzdłuż północnego wybrzeża Zatoki Melville’a i sporządził mapę regionu .
Po powrocie, w uznaniu zasług w badaniach Grenlandii Astrup otrzymał od Królewskiego Towarzystwa Geograficznego Murchison Grant.

### Śmierć
Planował udział w kolejnych wyprawach polarnych, lecz zaczęło zawodzić go zdrowie . Tor Bomann-Larsen w biografii Roalda Amundsena przytacza relacje Amundsena o informacji od Cooka, że Astrup cierpiał na syfilis .
W Boże Narodzenie 1895 roku Astrup pojechał do Hjerkinn, gdzie samotnie wybrał się w góry i nigdy nie wrócił . Jego ciało odnaleziono miesiąc później, a okoliczności jego śmierci pozostają niejasne – mógł być to nieszczęśliwy wypadek z bronią lub samobójstwo . Uważa się, że zmarł 27 grudnia 1895 roku .

## Publikacje
- 1895: Blandt Nordpolens naboer[1]